# Bos en Lommerplantsoen

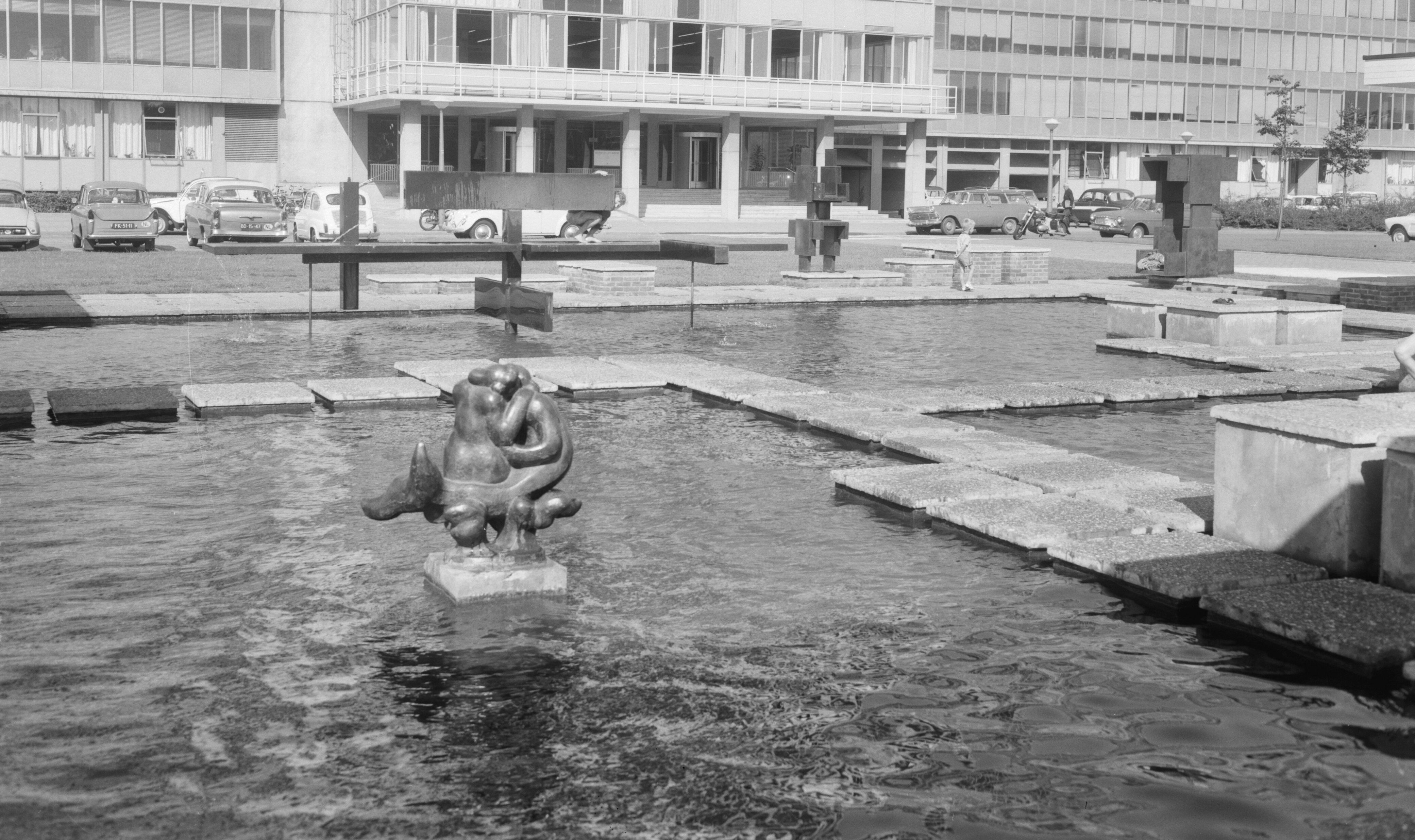
Het oorspronkelijke ontwerp van Mien Ruys, inclusief grinttegelpaden in de vijver en beeldentuin deels in het water; 26 augustus 1964.

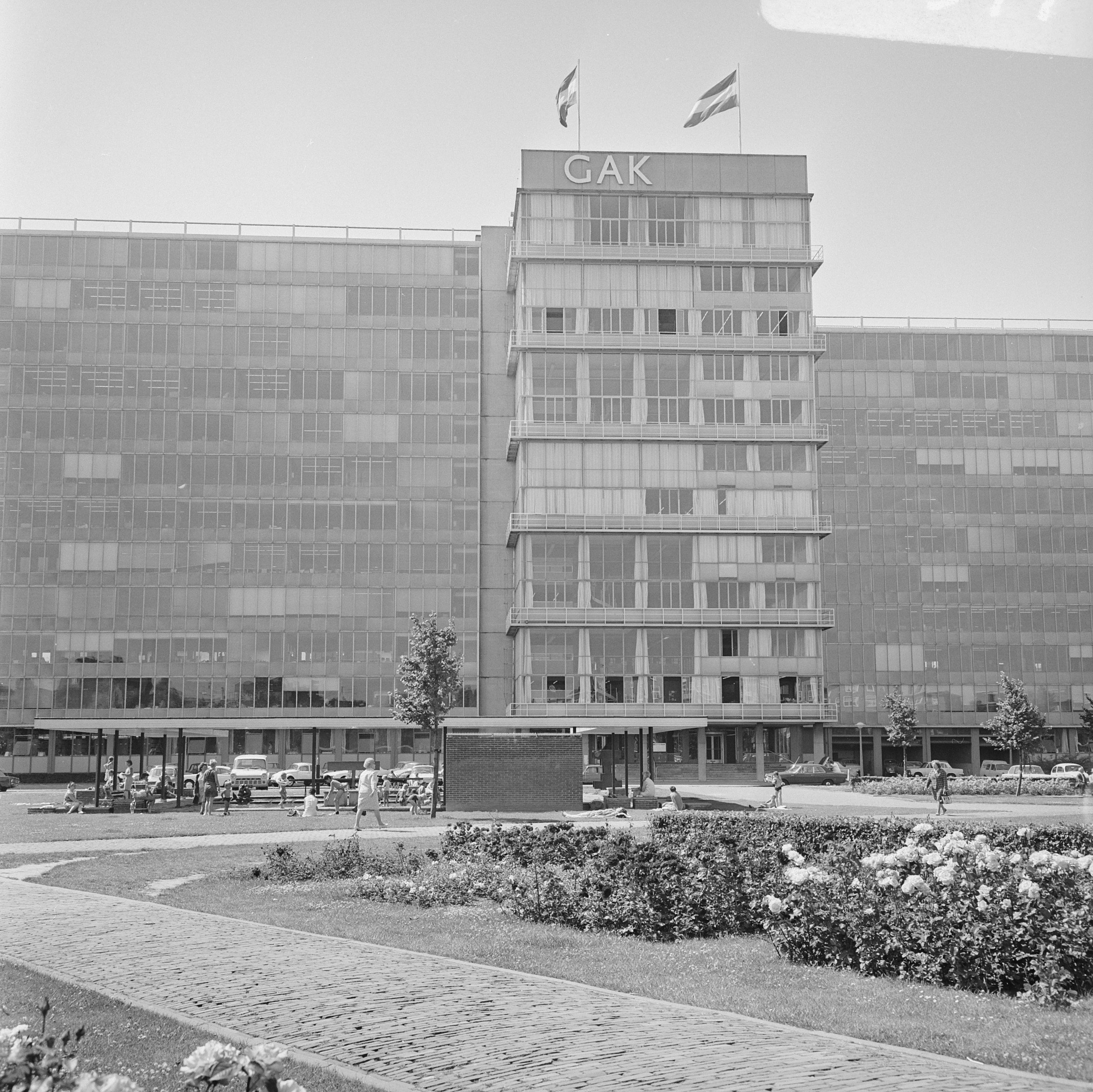
Het GAK-gebouw van het GAK met het Bos en Lommerplantsoen op de voorgrond; 16 juli 1969.

Het Bos en Lommerplantsoen is een plantsoen in Amsterdam-West.

## Ligging en geschiedenis
Het plantsoen kreeg met het raadsbesluit van 11 november 1959 zijn naam. Het werd vernoemd naar het Bos en Lommerplein en de Bos en Lommerweg, op hun beurt vernoemd naar een boerderij aan de Sloterdijkermeerweg te Sloten, die in 1940 gesloopt werd.
Plein en straat kregen hun naam al in 1939, maar het plantsoen is jonger. Het Bos en Lommerplein aan het eind van de Hoofdweg was een zeer ruim bemeten rotonde. In 1959-1960 werd aan de westzijde het GAK-gebouw gebouwd. Dit gebouw kwam te staan op een strook tussen het plein en de geplande Rijksweg 10 (Einsteinweg). Het kantoorgebouw was destijds een van de grootste kantoorgebouwen in Nederland, maar er was nog voldoende ruimte om het voorliggende terrein te bebouwen met noodscholen. Het plan was na voltooiing van het GAK-gebouw het terrein in te richten zou worden tot plantsoen.
Kinderrijk Amsterdam kon de noodschool aan de Adindastraat en Saïdjastraat echter nog niet missen. In 1963 werd deze alsnog afgebroken en werd gestart met de inrichting van het plantsoen naar een idee van Mien Ruys, bijgestaan door Enrico Hartsuyker. Een provisorisch aangelegde parkeerplaats werd eveneens verwijderd. Om een betere overgang te krijgen tussen de vlakte van het plein en het hoge gebouw kwam voor het gebouw nabij de vierkante vijver een overkapping annex pergola, zodat er een meer vloeiende lijn ontstond. In 1964 werd in en rondom die vijver een beeldentuin ingericht, waarvan 2 U's naar buiten, 2 U's naar binnen en de watertafel van Carel Visser als enige overgebleven zijn.
In de jaren negentig van de 20e eeuw en het eerste decennium van de 21e eeuw werd een deel van het plantsoen aan de noord- en oostzijde (langs Bos en Lommerweg en Hoofdweg) bebouwd. Het plantsoen werd in 2010-2011 opnieuw ingericht door landschapsarchitect Niek Roozen, maar de karakteristieke vijver met pergola en de beelden van Visser zijn gebleven.

## Fontein
In de strikt rechthoekige vijver is er een steigerachtige constructie. Die constructie bestaat metalen roosters op een verhoging. In die overspanning zijn ruimten uitgespaard boven de waterspuwers annex bedriegertjes van de onderliggende fontein. Die spuiten op willekeurige tijdstippen water door de roosters omhoog.

## Gebouwen
Overheersend aan het plantsoen is ook in de 21e eeuw het GAK-gebouw, alhoewel de hoogbouw van rond 2000 het open veld deels heeft ingesloten. Huisnummers lopen van 1 tot en met 113, doch alleen oneven; zij zijn bestemd voor het GAK-gebouw. In de even reeks zijn er slechts 8, 12-58 en 60-64 voorhanden.

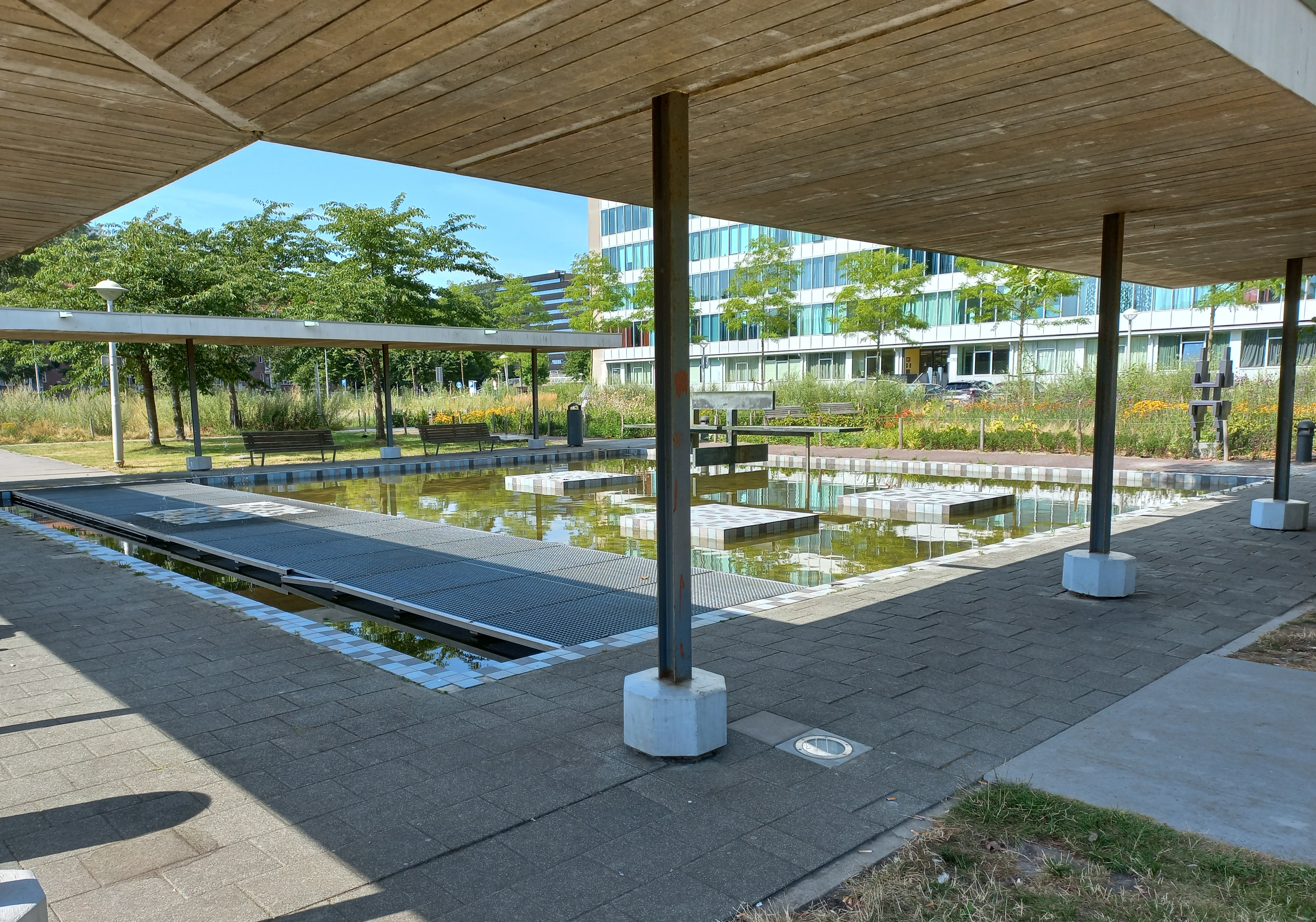
Pergola en vijver
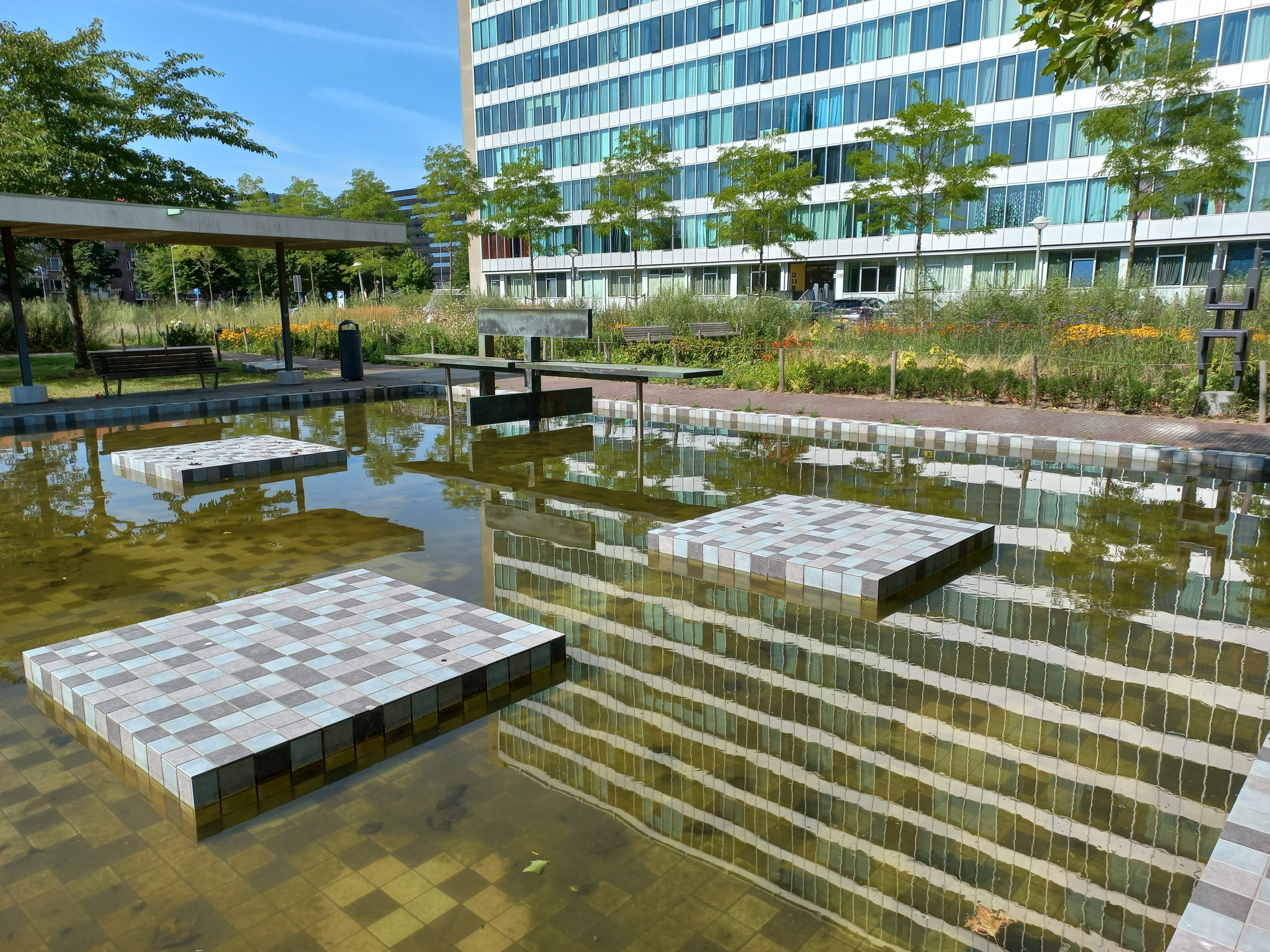
Vernieuwde vijver met beelden
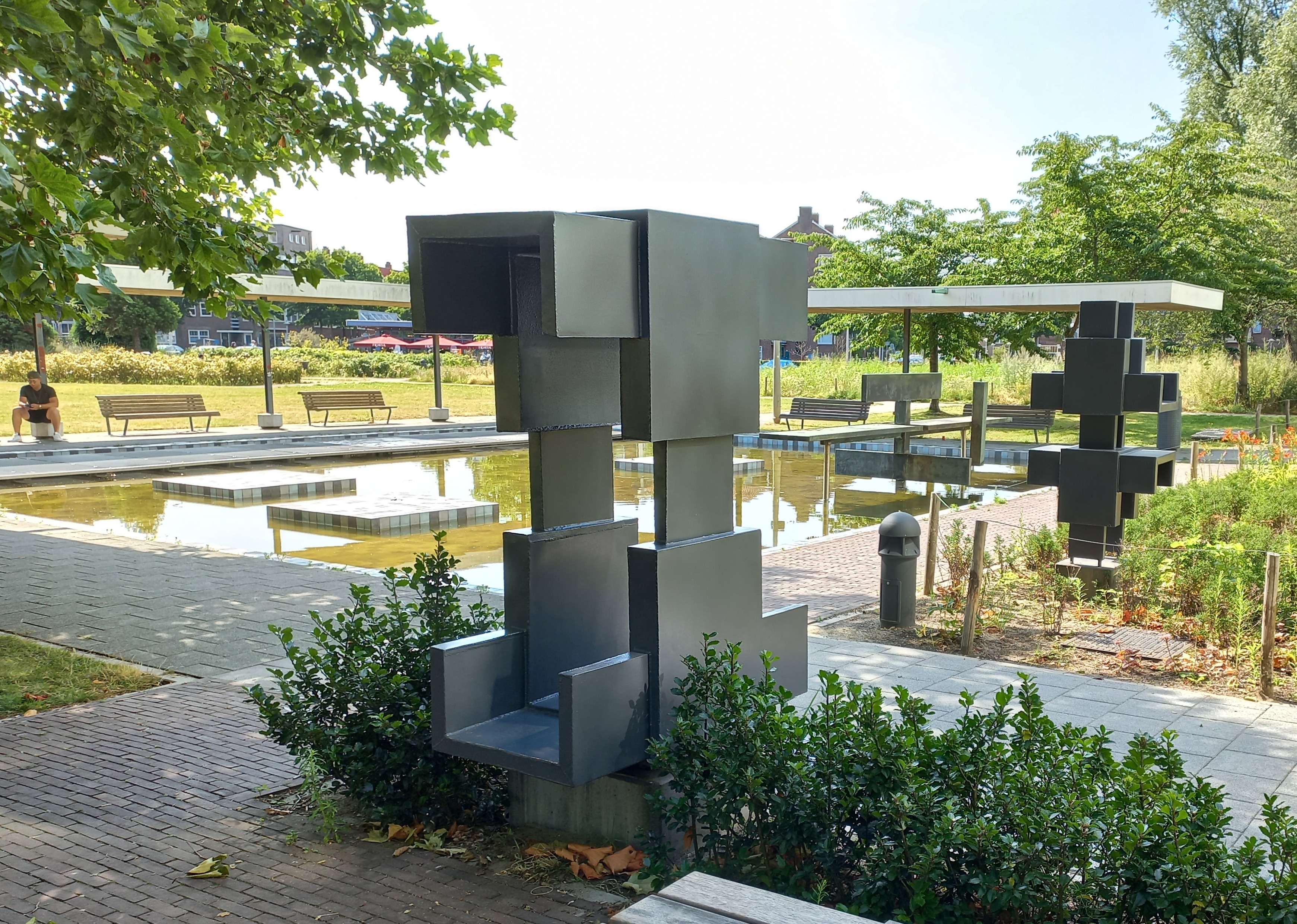
Sculpturen van Carel Visser
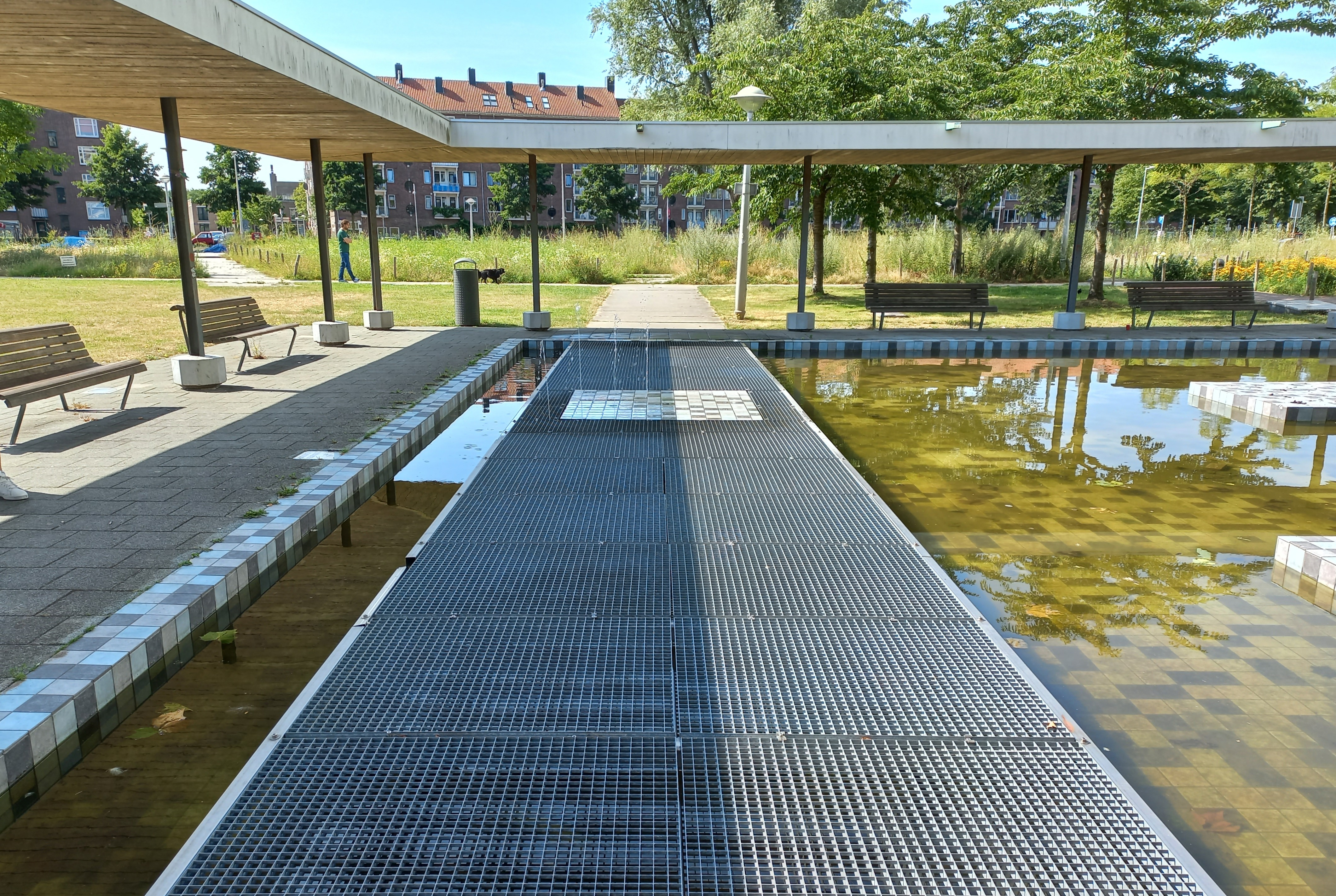
Steigerpad van stalen roosters